# Arsa Teodorović

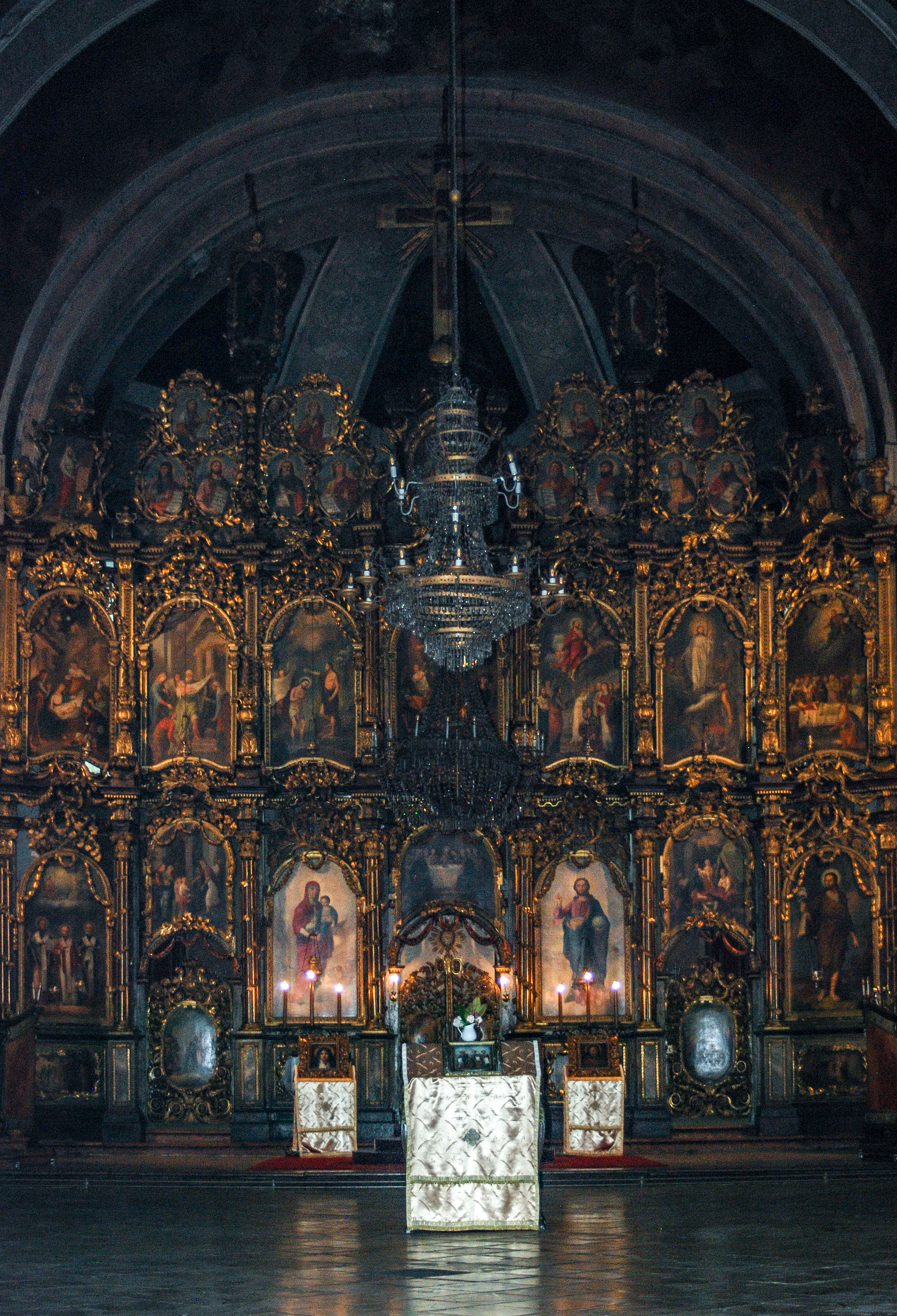
L'iconostase de l'église d'Almaš.

Arsa Teodorović (en serbe cyrillique : Арса Теодоровић ; né vers 1768 à Perlez – mort le 13 février 1826 à Novi Sad) était un peintre serbe.

## Biographie
Arsa Teodorović a étudié la peinture à Vienne et il signait ses œuvres en ajoutant la mention « peintre académique ». Il était l'ami de Dositej Obradović, dont il a réalisé le portrait en 1793.
À son retour de Vienne, il changea plusieurs fois de résidence et finit par s'installer à Timișoara (aujourd'hui en Roumanie), où il enseigna à un grand nombre d'élèves. Vers la fin de sa vie, il s'établit à Novi Sad, où il eut comme élève Nikola Aleksić ; il mourut dans cette ville en 1826.

## Œuvres
Teodorović a peint un grand nombre d'iconostases, notamment à Pakrac, Novi Sad, Budapest, Sremski Karlovci, Zemun et Vršac. Il a également réalisé des icônes mobiles et un grand nombre de portraits. Excellent coloriste, il introduisit en Serbie le style Biedermeier ; on le situe dans la lignée de peintres serbes comme Jakov Orfelin, Zaharije Orfelin, Teodor Kračun ou Teodor Ilić Češljar[réf. nécessaire].
Parmi ses réalisations en Voïvodine, on peut signaler :
- l'iconostase de l'église d'Almaš, à Novi Sad[1] ;
- l'iconostase de l'église Saint-Nicolas de Stejanovci, achevée à la suite de la mort de Jakov Orfelin[2] ;
- l'iconostase de l'église Saint-Nicolas de Melenci en 1806-1816[3],[4]
- l'iconostase de l'église orthodoxe Saint-Dimitri de Sremska Mitrovica en 1815[5] ;
- une Crucifixion réalisée pour l'église Saint-Joseph de Čerević en 1817[6].